# Helgonabacken

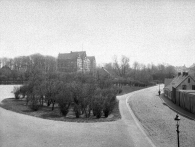
Helgonabacken um 1907 von Südwesten, mit dem Neubau der Universitätsbibliothek

Helgonabacken (Hügel der Heiligen) ist ein Hügel  im Stadtteil Tuna im südschwedischen Lund. Die Erhebung besteht heute zum größten Teil aus dem Helgonagård (Park der Heiligen) und liegt im Universitätsviertel der Stadt.

## Geschichte
Der Name leitet sich von Alhelgens Kloster (Kloster Allerheiligen) aus dem 11. Jahrhundert ab, das auf Helgonabacken und im heutigen Park stand und eines der frühesten Kirchengebäude im damaligen Dänemark war. Reste des Klosters sind noch heute im Nordwestteil des Parkes zu sehen – in dessen Ruinen wurde 1682 der Runenstein von Lund gefunden. Bischof Johan Engeström ließ auf dem Gebiet Bäume pflanzen, die auch heute noch existieren. Um 1800 war der Hügel ein beliebtes Ziel für Spaziergänger.
Auf Betreiben des Lunder Bischofs Vilhelm Faxe wurde ab 1810 ein Park mit Springbrunnen und Teichen nach englischem Vorbild geschaffen. Die Teiche dienten unter anderem zur Züchtung von Karpfen. Im Zuge des Neubaus der Universitätsbibliothek zwischen 1902 und 1907 verschwanden der Brunnen und die Teiche bis auf einen, im Nordostteil des Parks. Der Südteil wurde im frühen 21. Jahrhundert umgestaltet.

## Gebäude und Umgebung
Helgonabacken wird von dem neugotischen Bau der Universitätsbibliothek geprägt, der im nördlichen Teil des Hügels errichtet wurde. An der West- und Nordseite von Helgonabacken schließt sich das weitläufige Gelände des Universitätskrankenhauses Lund an. Nordöstlich befindet sich das Sprach- und Literaturzentrum (Språk- och literaturcentrum) der Universität. Südöstlich liegt Skissernas museum, dessen Skulpturengarten in den Park hineinreicht. Südlich wird das Gebiet durch die Straße Biskopsgata zum übrigen Universitätsgelände (Gamla kirurgen, Eden) begrenzt. Die Allhelgonakyrkan liegt etwa 100 Meter westlich von Helgonabacken.
Heute hat der Südteil von Helgonabacken einen ausgeprägten Parkcharakter mit Wiesen und Sitzbänken, während im Nordteil, hinter der Bibliothek, Wildwuchs vorherrscht. Durch den Park führt ein Fahrradweg von Nordosten nach Südwesten.